# Pupilstoornis van Argyll Robertson
Het symptoom van Argyll Robertson is een symptoom waarbij de pupil vernauwd en niet fraai rond is en waarbij de pupilreflex niet meer functioneert op lichtinval maar wel, en zelfs versterkt, op convergeren. De naam van dit symptoom is een eponiem van de Schotse oogchirurg Douglas Argyll Robertson. Hij legde in 1869 voor het eerst een verband tussen dit symptoom en syfilis.
De oorzaak van dit verschijnsel moet worden gezocht in een beschadiging van het aquaduct van Sylvius in de middenhersenen; nog exacter: de area pretectalis van de kern van Edinger-Westphal.
De Argyll Robertsonpupil is met name bekend van neurolues (derde stadium van syfilis), maar komt ook voor bij andere neurologische aandoeningen zoals bij diabetische neuropathie en bij ontstekingen of tumoren in de hersenen. Sinds syfilis zeldzaam geworden is door behandeling met antibiotica is het een zeldzaam verschijnsel geworden.